# 神奈川県道404号遠藤茅ヶ崎線

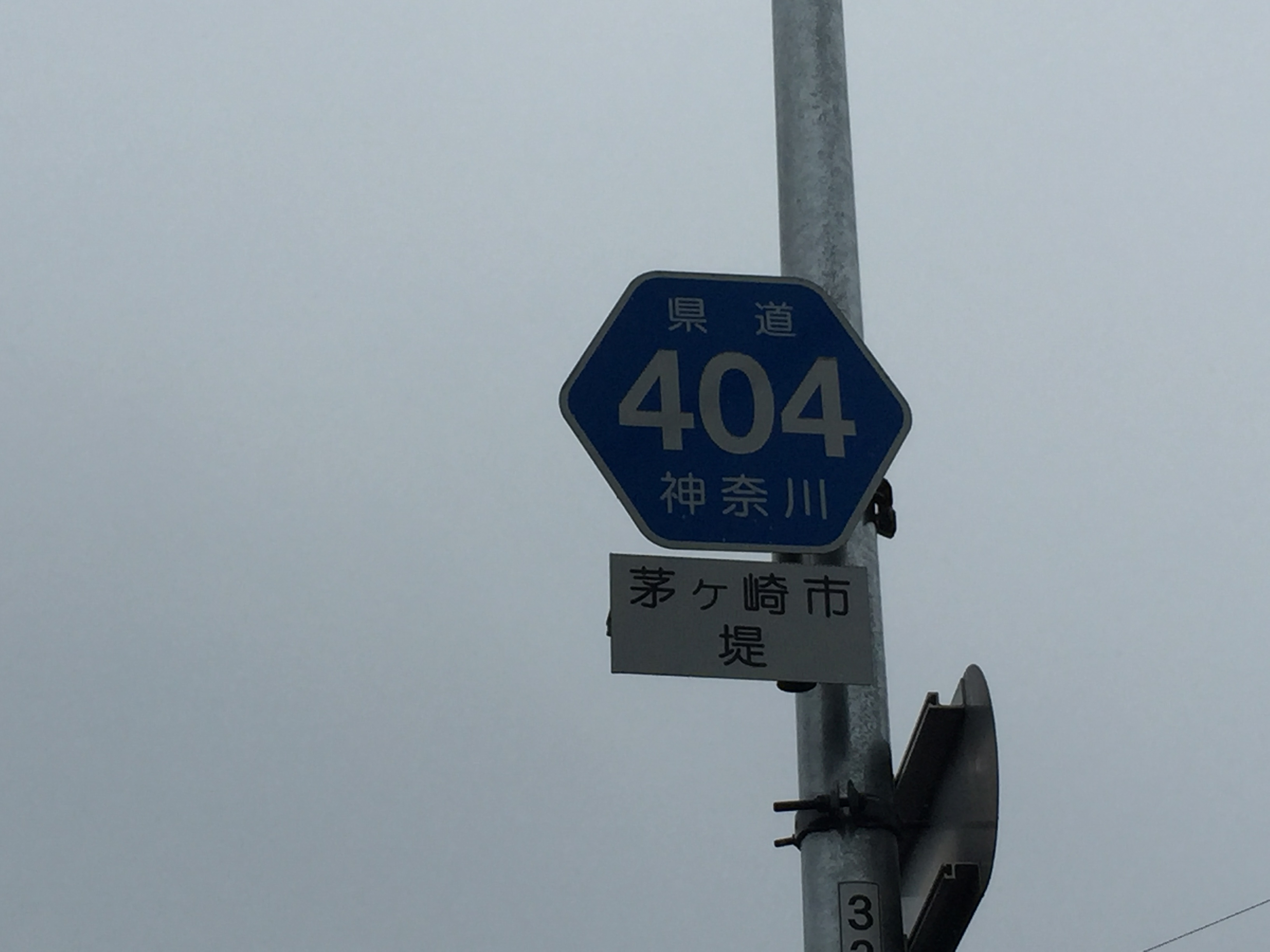
県道番号標示（茅ヶ崎市堤）

神奈川県道404号遠藤茅ヶ崎線（かながわけんどう404ごう えんどうちがさきせん）は、神奈川県藤沢市と茅ヶ崎市を結ぶ一般県道。茅ヶ崎市内では「小出県道」とも呼ばれる。

## 概要
- 距離：7.2km
- 起点：藤沢市遠藤 遠藤交差点（神奈川県道43号藤沢厚木線・神奈川県道403号菖蒲沢戸塚線）
- 終点：茅ヶ崎市本村 本村交差点（国道1号）
- Googleマップ

なお、神奈川県道410号湘南台大神線が新たに整備されることに伴う県道再編で、2022年4月には現道の起点から大辻交差点（神奈川県道47号藤沢平塚線交点）までが路線廃止され、小出交差点以南が「神奈川県道茅ケ崎小出線」として新たに認定される見込みとなっている。

## 通過する自治体
- 神奈川県
  - 藤沢市
  - 茅ヶ崎市

## 経路および交差する道路
- 神奈川県藤沢市
  - 遠藤交差点（神奈川県道43号藤沢厚木線・神奈川県道403号菖蒲沢戸塚線）
- 神奈川県茅ヶ崎市
  - 大辻交差点（神奈川県道47号藤沢平塚線）
  - 小出交差点（神奈川県道47号藤沢平塚線）
  - 赤羽根交差点（新湘南バイパス…立体交差で乗り入れ不可）
  - 高田交差点（神奈川県道44号伊勢原藤沢線）
  - 本村交差点（国道1号）

## 重複区間
- 大辻交差点 - 小出交差点（神奈川県道47号藤沢平塚線）